# Omphalia
Omphalia là một chi nấm thuộc họ Tricholomataceae.